# La minifalda
«La minifalda», también conocida como «A mi novio no le gusta», es una sevillana  compuesta por el letrista José Espinosa y el músico Felipe Campuzano, originariamente grabada por Perlita de Huelva en 1969 y más tarde versionada y popularizada por Manolo Escobar en 1971. Supuso un éxito en España y continúa teniendo un seguimiento de culto. Es considerada como una de las canciones más machistas de los años 70.  

## Historia
Fue escrita por el letrista José Espinosa y por el músico Felipe Campuzano para la cantante Perlita de Huelva, publicándose en 1970 en su disco de sevillanas titulado Perlita de Huelva en El Rocío, para Discos Belter. Un año más tarde fue versionada por Manolo Escobar adaptando la letra José Ruiz Venegas y grabada de nuevo en Discos Belter, llegando a ser todo un éxito.
Fue versionada sin el permiso de José Espinosa, autor principal, por lo que demandó y ganó el pleito.